# Anna van Toor
Anna van Toor is een Nederlands familiebedrijf en winkelketen in damesmode.
In 2024 heeft de winkelketen 33 vestigingen verspreid over Nederland.

## Geschiedenis
In 1918 begint Cornelis van Toor zijn eerste naai- en textielwinkel in Tienhoven aan de Lek. In 1929 verhuist de winkel naar de Fransestraat 31 in Ameide, van waaruit het winkelconcept Van Toor verder wordt ontwikkeld. Het bedrijf wordt in 1948 overgenomen door Cornelis' zonen Aart, Jan Hugo en Kees. Twintig jaar later is het Jan Hugo van Toor die het bedrijf in zijn eentje voortzet en in korte tijd acht nieuwe winkels opent. Wegens ziekte doet Jan Hugo het bedrijf in 1975 over aan zijn zoon Cees. In 1978 treedt ook Jan Hugo's zoon Piet toe tot het bedrijf. De broers Cees en Piet van Toor bepalen vervolgens samen de strategie van het bedrijf, dat Van Toor Fashion is gaan heten. De winkelketen breidt zich in deze jaren uit met negen nieuwe filialen. De groei van het bedrijf noopt in 1994 tot de bouw van een nieuw kantoor en distributiecentrum in Meerkerk.
In 1996 neemt Van Toor Fashion de winkelketen Suisse over met tien winkels. Een deel van deze winkels bevindt zich op A-locaties in grote steden als Utrecht en Breda. Dat vraagt om een onderscheidende identiteit en daarom wordt het bedrijf in 1999 omgedoopt tot Anna van Toor. Daarbij wordt ook het eigen kledingmerk Anna geïntroduceerd. In 2010 volgt de webshop Anna.nl en vanaf 2015 wordt ook het aantal filialen weer uitgebreid. In 2011 leidt de economische crisis na 82 jaar tot de sluiting van het eerste filiaal in Ameide.

## Filialen
De winkelketen heeft 33 filialen in grote, middelgrote en kleine steden in Nederland, met een sterke concentratie in de regio Utrecht. Twee van deze filialen zijn gevestigd in de grote winkelcentra Hoog Catharijne en Mall of the Netherlands. De winkelketen heeft zich geleidelijk uitgebreid van kleinere naar grotere steden en steeds verder bij de ontstaansregio vandaan. De uiterste hoeken van het verspreidingsgebied worden gevormd door de filialen in Eindhoven, Haarlem, Middelburg en Zwolle.